# 리처드 버턴
리처드 버턴(영어: Richard Burton, CBE, 1925년 11월 10일 ~ 1984년 8월 5일)은 영국 웨일스의 배우이다. 영국 영화계를 대표하는 배우 중 한 명으로 꼽힌다.

## 생애

### 교육
1925년 탄광 노동자의 아들로 태어나 16세에 학교를 중퇴를 해야할 처지에 빠졌지만, 교사였던 필립 버턴(Philip Burton)이 그를 양자로 입적시켜 18세의 나이에 옥스퍼드 대학교에서 공부하게 되었다.

### 연기입문
1943년에 리버풀의 무대에 데뷔하여, 그 후 연극배우로 활약했다. 1944년부터 3년간 영국 공군의 조종사로 종군하였다. 1949년 영화에 데뷔를 하여 영화에서 함께 연기한 여배우 시빌 윌리엄스와 결혼했다. 그해 크리스토퍼 플라의 작품인 《The Lady's Not For Burninng》에서의 펼친 연기를 인정받게 된다. 이것이 계기가 되어 1952년에는 할리우드에 초청을 받아, 《수수께끼의 가인 레이첼》로 올리비아 데 하빌랜드와 함께 출연하여 아카데미 남우조연상 후보에 지명된다.

#### 연극
무대에서는 1953년 올드빅 극장에서 《햄릿》을 연기했으며, 《오셀로》에서는 당시 떠오르는 흥행 아이돌이었던 존 네빌과 이아고 역으로 호흡을 맞췄다. 햄릿은 그에게 두려움이자 매력적인 배역이었다. 영국 극장에서 존 길구드나 로런스 올리비에와 같은 많은 동료 친구들이 그 배역을 맡았었기 때문이다. 반면에 보거트는 헐리우드를 떠난 그에게 다음과 같이 경고를 했다.
| “ | 나는 햄릿을 연기했던 배우 중에 끝이 좋은 배우를 보지 못했네. | ” |

#### 뮤지컬
1958년 《타임 리멤버드》로 토니상 후보에 지명되면서, 브로드웨이에 등장을 했다. 그는 뮤지컬 《카멜롯》 등에 출연하면서, 영미를 넘나드는 활약을 펼쳤다. 《카멜롯》으로 1961년 토니상 뮤지컬 부문의 배우상을 받았다.

#### 영화
영화에서는 《성의》(The Robe, 1953), 《알렉산더 대왕》(Alexander the Great, 1956년), 《북해의 끝에서》, 《사상 최대의 작전》 등 대작에 출연, 《추운 나라에서 돌아온 스파이》와 《자객의 멜로디》에서 명연기를 보였다. 그러나 《수수께끼의 가인 레이첼》을 처음으로 하여 아카데미상에 총 7차례 노미네이트되었지만 한 번도 수상하지 못했다.

### 엘리자베스와의 사랑
1963년 마르쿠스 안토니우스 역을 맡아 《클레오파트라》에서 함께 연기한 클레오파트라 역의 엘리자베스 테일러와 사랑이 싹트고, 스캔들을 일으켰다. 버턴은 윌리엄스와 이혼하고, 에디 피셔와 헤어진 테일러와 결혼하였다.
둘은 부부로 《예기치 못한 사건》, 《샌드 파이퍼》(The Sandpiper, 1965), 《누가 버지니아 울프를 두려워 하랴》, 《말괄량이 길들이기》, 《악의 즐거움》, 《위험한 항로》, 《황혼》에서 호흡을 맞췄다. 그러나 버턴은 알코올 의존증에 걸렸고, 1973년에 TV 영화 《이혼》에 부부가 함께 출연하여 이혼하였는데, 결국 다음 해 정말로 이혼했다. 1975년 10월 10일 두 사람은 재혼하지만 이듬해 다시 이혼한다. 1983년 브로드웨이의 무대가 두 사람의 마지막 공연이 되었다. 1966년 버턴은 테일러와의 관계를 담은 책을 발간했다.
테일러와 이혼 후 수지 헌트(Suzy Hunt), 샐리 헤이(Sally Hay)와 총 2번의 결혼관계를 더 거쳤다.

#### 별세
1984년 제네바 교외의 자택에서 뇌출혈으로 쓰러져 시내 병원으로 이송되었으나 별세했다.

#### 사후
2000년 출시된 테일러의 전기에서 배우 로런스 올리비에와 버턴과의 동성애 관계에 대해 언급하고 있지만, 버턴의 유족은 그 사실을 부정했다.

## 출연 작품 및 주요 수상

### 골든 글로브상
- 1953년 《나의 사촌 레이첼》(1952), 남자신인상
- 1978년 《에쿠스》, 남우주연상

후보
- 1960년 《성난 얼굴로 돌아보라》, 남우주연상
- 1965년 《베켓》, 남우주연상
- 1967년 《누가 버지니아 울프를 두려워 하랴?》, 남우주연상
- 1968년 《말괄량이 길들이기》, 남우주연상
- 1970년 《천일의 앤》, 남우주연상

### 아카데미상
7차례 후보에 지명되었지만, 단 한 차례도 수상하지 못했다.
- 1952년 《나의 사촌 레이첼》(1952), 남우조연상 (앤서니 퀸)
- 1953년 《성의》 (The Robe, 1953년) (윌리엄 홀든)
- 1964년 《베켓》, 남우주연상 (렉스 해리슨)
- 1965년 《추운 곳에서 온 스파이》, 남우주연상 (리 마빈)
- 1966년 《누가 버지니아 울프를 두려워 하랴?》, 남우주연상 (폴 스코필드)
- 1969년 《천일의 앤》, 남우주연상 (존 웨인)
- 1977년 《에쿠스》, 남우주연상 (리처드 드레이퍼스)

### BAFTA 영화상
- 1966년 남우주연상 《추운 곳에서 온 스파이》, 《누가 버지니아 울프를 두려워 하랴?》

지명
- 1965년 남우주연상 《추운 곳에서 온 스파이》
- 1967년 남우주연상 《말괄량이 길들이기》

### 에미상
지명
- 1985년 《엘리스 아일랜드》

### 그래미상
- 1974년 《어린 왕자》 내레이션, 최우수 어린이음반상

### 토니상
- 1961년 《캐멜롯》, 최우수 배우상
- 1976년 특별상

지명
- 1959년 《타임 리멤버드》, 최우수 배우상
- 1964년 《햄릿》, 최우수 배우상

### 기타 출연작
- 《엑소시스트2》(1977년)
- 《알렉산더 대왕》(Alexander the Great, 1956년)
- 《사상 최대의 작전》(The Longest Day, 1962년)
- 《예기치 못한 사건》(The VIPs, 1963년)
- 《클레오파트라》(Cleopatra, 1963년)
- 《베케트》(Becket, 1964년)
- 《이구아나의 밤》(The Night of the Iguana, 1964년)

### 기타 수상
- 1964년 로렐상(Laurel Awards) 드라마틱한 남자배우상
- 1966년 로렐상 드라마틱한 남자배우상
- 1966년 다비드 디 도나텔로상 외국남자배우상
- 1967년 로렐상 드라마틱한 남자배우상
- 1967년 밤비상 국제부문 남자배우상
- 1968년 다비드 디 도나텔로상 외국남자배우상
- 1973년 타오미나 영화제(Taormina Film Fest) 남우주연상
- 1984년 바야돌리드 국제 영화제(Valladolid International Film Festival; Seminci) 남우주연상

## 서훈
- 1970년 대영 제국 훈장 3등급(CBE) 수훈[1]

## 주해
1. ↑  1974년 한 차례 이혼했다가 1975년 다시 결혼했다.